# 西街街道 (大同县)
西街街道，是中华人民共和国山西省大同市云州区下辖的一个乡镇级行政单位。

## 行政区划
西街街道下辖以下地区：
向阳里社区、光明里社区、葆华里社区、利民巷社区、建材里社区、新华南里社区和新华北里社区。